# Crime et Châtiment (film, 1970)
Pour les articles homonymes, voir Crime et Châtiment (homonymie).
Pour plus de détails, voir Fiche technique et Distribution.
Crime et Châtiment (en russe : Преступление и наказание) est un film soviétique réalisé par Lev Koulidjanov, sorti en 1970.

## Fiche technique
- Titre : Crime et Châtiment
- Titre original : Преступление и наказание (Prestoupleniye i nakazaniye)
- Réalisation : Lev Koulidjanov
- Scénario : Nikolaï Figourovski (ru) et Lev Koulidjanov, d'après le roman Crime et Châtiment (1866-1867) de Fiodor Dostoïevski
- Photographie : Viatcheslav Choumski
- Décors : Piotr Pachkévitch
- Musique : Mikhaïl Ziv
- Production : Studio Gorki
- Durée : 221 minutes (en deux parties de 100 minutes env.)
- Format : 33 mm - Noir & Blanc - 2,35:1
- Date de sortie en Union soviétique : 21 septembre 1970

## Distribution
- Guéorgui Taratorkine : Rodion Romanovitch Raskolnikov
- Innokenti Smoktounovski : le juge d'instruction Porphyre Petrovitch
- Tatiana Bedova : Sofia Semionovna dite « Sonia », jeune prostituée
- Victoria Fiodorova : Avdotia Romanovna dite « Dounia » Raskolnikova, sœur de Rodion
- Efim Kopelian : Arcadi Ivanovitch Svidrigaïlov
- Evgueni Lebedev : Semion Zakharovitch Marmeladov, père de Sonia
- Maïa Boulgakova : Katerina Ivanovna Marmaladova, belle-mère de Sonia
- Irina Gocheva : Poulkheria Alexandrovna Raskolkinova, mère de Rodion
- Vladimir Bassov : Piotr Petrovitch Loujine, fiancé de Dounia
- Alexandre Pavlov : Dmitri Prokofitch Razoumikhine, ami de Rodion
- Elizaveta Evstratova : l'usurière Aliona Ivanovna
- Lioubov Sokolova : Lizaveta Ivanovna, demi-sœur cadette d'Aliona
- Inna Makarova : la cuisinière Nastassia Petrovna
- Valéri Nossik : Alexandre Grigorevitch Zamiotov, le secrétaire du commissariat de police
- Youri Medvedev : Andreï Semionovitch Lebeziatnikov, ami de Loujine
- Evguéni Lazarev : Dr Zossimov, le médecin
- Youri Sarantsev : Ilia Petrovitch, lieutenant de police dit « lieutenant Poudre »
- Youri Volkov : Nikodim Fomitch, le commissaire de police
- Constantin Adachevski : un cocher
- Nikolaï Afanassiev : un fonctionnaire
- Anatoli Abramov : le concierge
- Vladimir Vassiliev : le joueur d'orgue de Barbarie
- Evguéni Gourov : un client au restaurant
- Sergueï Nikonenko : Nikolaï, artisan peintre
- Vladimir Nossik : un serveur à la taverne
- Piotr Repnine : un médecin
- Dzidra Ritenberga : Louisa Ivanovna
- Victor Rojdestvenski : le prêtre
- Nikolaï Romanov : un fonctionnaire
- Ivan Ryjov : Tit Vassiliévitch, ouvrier
- Erika Ferda : Amalia Ivanovna Lippevechsel, logeuse des Marmeladov
- Victor Tchekmariov : commerçant, assistant de Porphyre Petrovitch
- Anatoli Yabbarov : un invité au souper funèbre
- Vladimir Belokourov : l'aubergiste (non crédité)